# Partido General Lavalle
General Lavalle ist ein Partido im Norden der Provinz Buenos Aires in Argentinien. Laut einer Schätzung von 2019 hat der Partido 4389 Einwohner auf 2649 km². Der Verwaltungssitz ist die Ortschaft General Lavalle. Der Partido wurde 1865 von der Provinzregierung geschaffen und ist nach Juan Lavalle benannt.